# Col de Van Reenen
Le col de Van Reenen, en anglais Van Reenen's Pass, ou est un col de montagne routier et  qui relie la ville de Harrismith dans l'État-Libre (au nord-ouest) à Ladysmith au KwaZulu-Natal (au sud-est) en Afrique du Sud.
L'endroit est célèbre pour être l'un des cols par lesquels les Boers pénétrèrent pour envahir la colonie du Natal en 1899 lors de la Seconde Guerre des Boers. De nos jours, le site est emprunté par la route nationale 3, reliant Johannesburg et Durban.